# Dobšena
Dobšena je přírodní památka poblíž obce Valašské Klobouky v okrese Zlín. Oblast spravuje Správa CHKO Bílé Karpaty. Důvodem ochrany je extenzivní pastvina s prameništěm s populací kruštíku bahenního (Epipactis palustris) a dalších lučních vstavačovitých druhů.

## Galerie

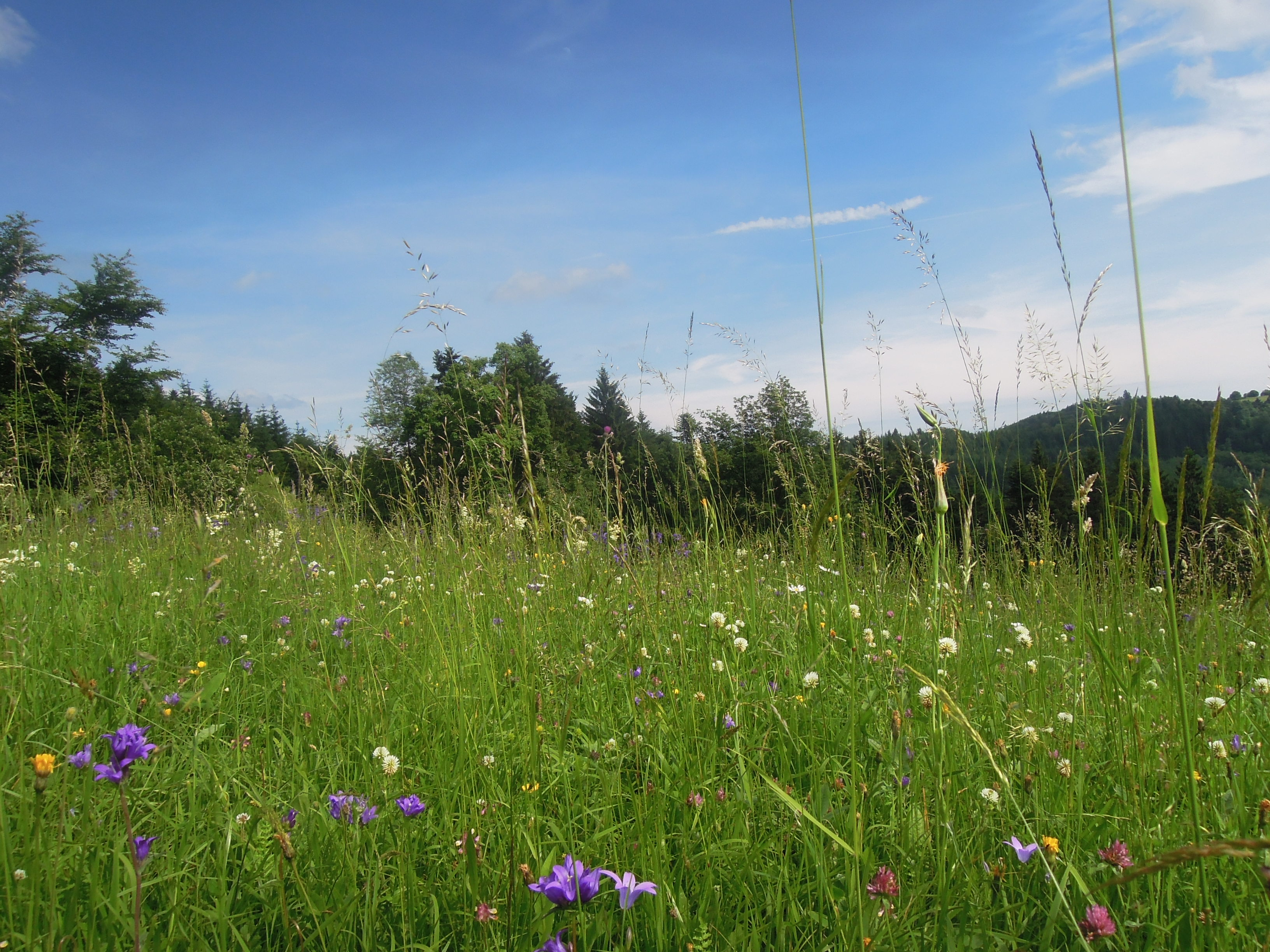
Bohatě kvetoucí louka
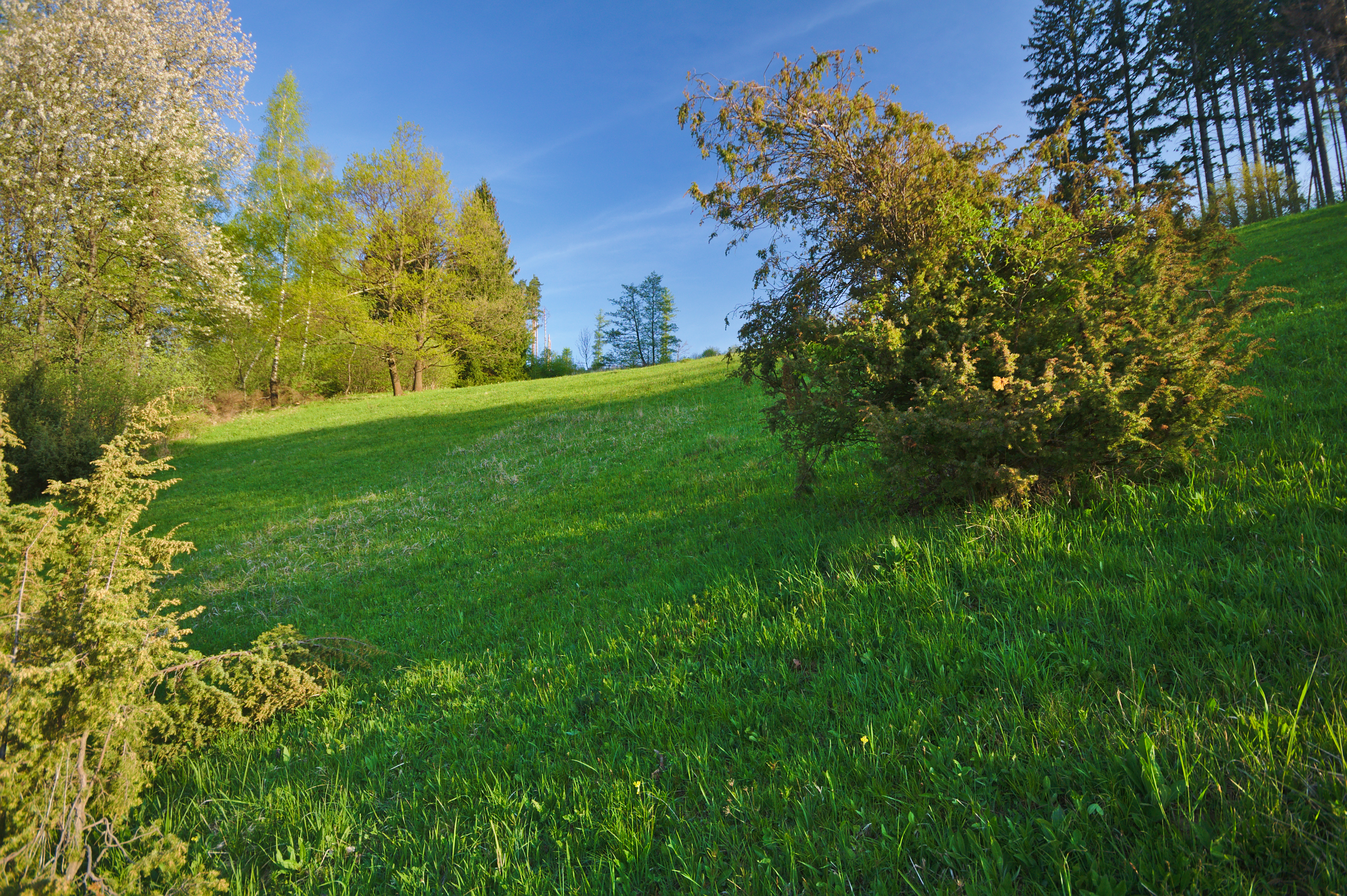
Součástí přírodní památky jsou také porosty jalovce
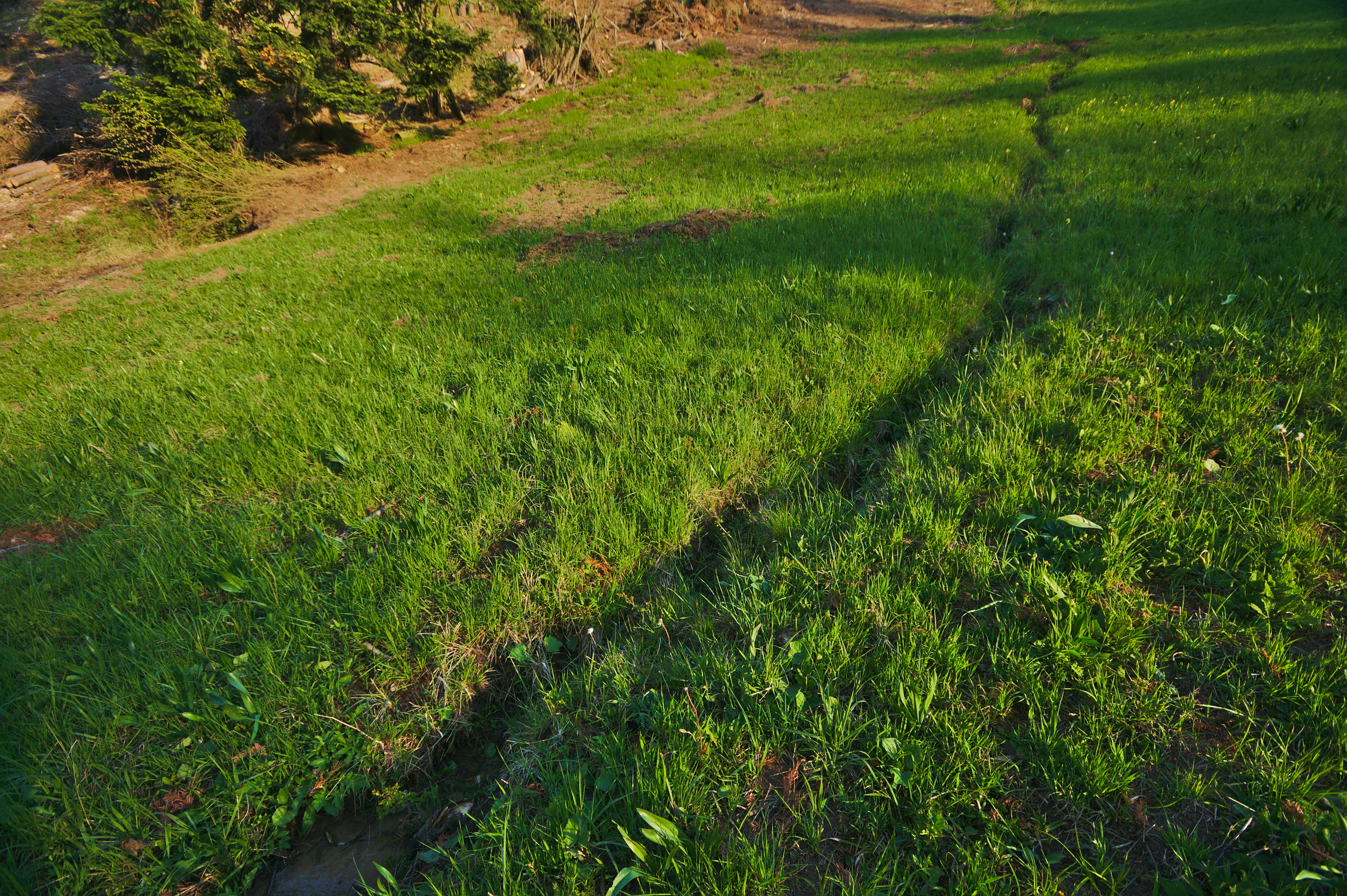
Potůček v PP
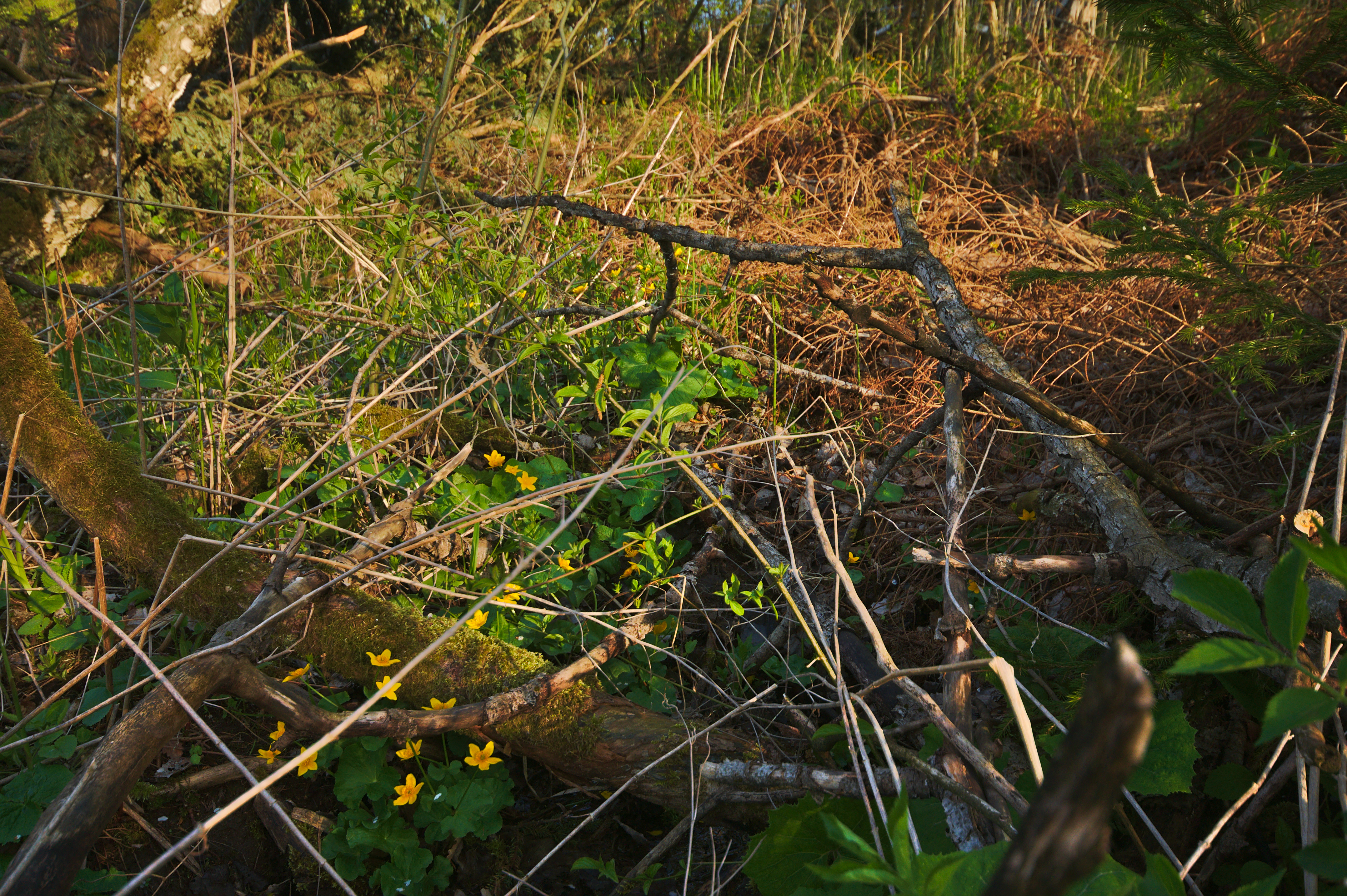
Mokřadní část
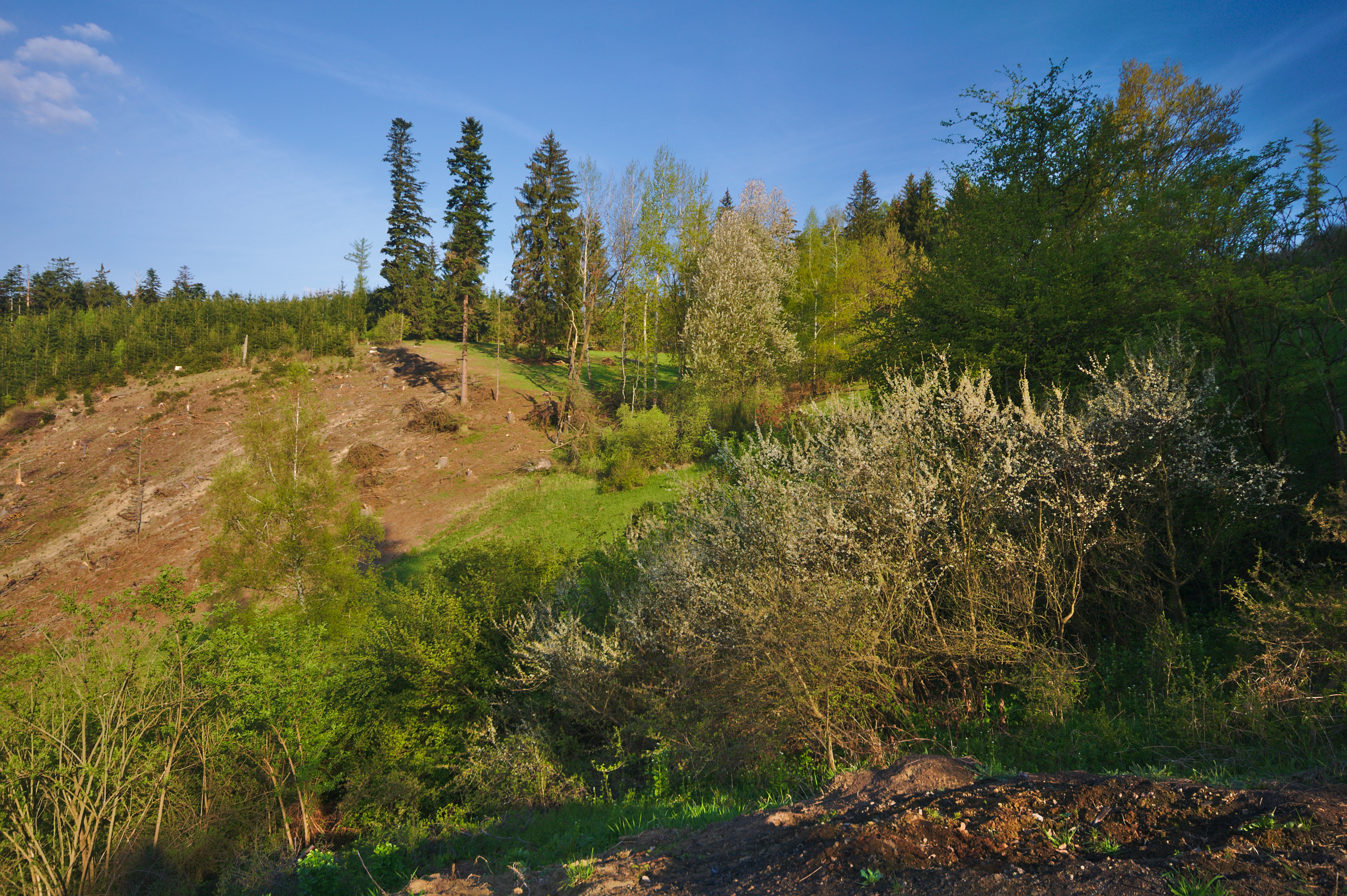
Část zarostlá křovím, v popředí vysekáno